# Chrysopilus basiflavus
Chrysopilus basiflavus är en tvåvingeart som beskrevs av Yang 1992. Chrysopilus basiflavus ingår i släktet Chrysopilus och familjen snäppflugor. Inga underarter finns listade i Catalogue of Life.